# النوار بنت مالك
النوار بنت مالك الأنصارية صحابية، وهي أم الصحابيين زيد بن ثابت ويزيد بن ثابت.

## سيرتها
تنتمي النوار بنت مالك بن صِرْمَة بن مالك بن عدي بن عامر بن غنم إلى بني عديّ بن النجار وهم بطن من الخزرج، وأمها سلمى بنت عامر بن مالك بن عدي. تزوجت النوار من ثابت بن الضحاك بن زيد، فولدت له زيد بن ثابت وأخاه يزيد. ثم قُتل ثابت يوم بعاث، وكان عمر زيد ست سنوات، فتزوجها عمارة بن حزم الذي شهد بدر والمشاهد كلها مع النبي محمد، فولدت له مالك.
أسلمت النوار قبل مقدم النبي محمد إلى يثرب، وأقبلت على حفظ القرآن على يد الصحابي مصعب بن عمير، روت النوّار عن النبي محمد وعن أمهات المؤمنين بعض الأحاديث، وروت عنها أم سعد بنت زرارة. والنوار هي صاحبة أول هدية تُهدى إلى النبي محمد في يثرب، حين بعثت ابنها زيد بن ثابت بقصعة من الطعام إلى النبي محمد حين نزل بدار أبي أيوب الأنصاري. وكانت دار النوار أطول الدور التي حول المسجد النبوي، فكان بلال يعلو دارها ليؤذن من فوقها للصلاة، فكان بيتها أول منارة يؤذَّن من فوقها للصلاة.
توفيت النوّار بنت مالك في حياة ابنها زيد، وهو الذي صلى عليها.